# Final del Torneo Clausura 2011 (Chile)
La final del Torneo Clausura 2011 de la Primera División de Chile fue una serie de partidos de fútbol, de ida y vuelta, que se disputaron los días 26 y 29 de diciembre de 2011 y que definió al segundo campeón del año del fútbol en Chile. La disputaron los ganadores de las semifinales del torneo: Universidad de Chile y Cobreloa. El elenco azul clasificó a la Copa Libertadores 2012, pero como lograron el título del Torneo de Apertura, el cupo de Chile 2 para dicho torneo se lo adjudicó Universidad Católica.

## Antecedentes
Desde que se instauró el sistema de campeonatos cortos con play offs en 2002, Universidad de Chile jugó su sexta final, y de las cinco anteriores, en tres fue campeón (Apertura 2004, Apertura 2009 y Apertura 2011). En tanto, Cobreloa disputó su quinta final y, de las cuatro anteriores, fue campeón en tres oportunidades (Apertura 2003, Clausura 2003 y Clausura 2004).
Además, ambos elencos se enfrentaron por segunda vez en una final. La última entre ellos, hasta antes de estos partidos, se produjo en el Torneo de Apertura 2004, en partidos de ida y vuelta que terminaron con un empate de 1-1 en el marcador global y ganada mediante penales (4-2) por el conjunto azul, adjudicándose su décimo segundo título en ese entonces.
Por primera vez, desde que se instauraron los torneos cortos, Universidad de Chile lográ un bicampeonato (el cuarto de su historia) y coronó un 2011 para el recuerdo de los hinchas azules, al ganar los títulos del Apertura y Clausura, y la Copa Sudamericana.

## Sedes
| Calama                         | Santiago                       |
| ------------------------------ | ------------------------------ |
| Estadio Municipal de Calama    | Estadio Nacional               |
| Capacidad: 13 000 espectadores | Capacidad: 49 000 espectadores |
|                                |                                |

## Camino a la Final

### Universidad de Chile
| Universidad de Chile avanzó a play offs, primero en la fase regular con 39 puntos.                                       |                  |                                                               |                      |       |                      |
| 4 de diciembre | Cuartos de final | Estadio Santa Laura-Universidad SEK, Santiago (Independencia) | Unión Española       | 0 - 1 | Universidad de Chile |
| 11 de diciembre | Cuartos de final | Estadio Nacional Julio Martínez Prádanos, Santiago (Ñuñoa)    | Universidad de Chile | 3 - 0 | Unión Española       |
| Universidad de Chile avanzó a semifinales con un global de 4-0.                                                          |                  |                                                               |                      |       |                      |
| 18 de diciembre | Semifinal        | Estadio San Carlos de Apoquindo, Santiago (Las Condes)        | Universidad Católica | 1 - 2 | Universidad de Chile |
| 22 de diciembre | Semifinal        | Estadio Nacional Julio Martínez Prádanos, Santiago (Ñuñoa)    | Universidad de Chile | 1 - 2 | Universidad Católica |
| Universidad de Chile avanzó a la final por haber obtenido la mejor ubicación en la tabla general y con un global de 3-3. |                  |                                                               |                      |       |                      |

### Cobreloa
| Cobreloa avanzó a play offs, segundo en la fase regular con 31 puntos.                                       |                  |                                                    |                 |       |                 |
| 4 de diciembre                                                                                               | Cuartos de final | Estadio Municipal Nicolás Chahuán Nazar, La Calera | Unión La Calera | 0 - 1 | Cobreloa        |
| 11 de diciembre                                                                                              | Cuartos de final | Estadio Municipal de Calama, Calama                | Cobreloa        | 4 - 3 | Unión La Calera |
| Cobreloa avanzó a semifinales con un global de 5-3.                                                          |                  |                                                    |                 |       |                 |
| 17 de diciembre                                                                                              | Semifinal        | Monumental, Santiago (Macul)                       | Colo-Colo       | 2 - 3 | Cobreloa        |
| 20 de diciembre                                                                                              | Semifinal        | Estadio Municipal de Calama, Calama                | Cobreloa        | 1 - 2 | Colo-Colo       |
| Cobreloa avanzó a la final por haber obtenido la mejor ubicación en la tabla general y con un global de 4-4. |                  |                                                    |                 |       |                 |

## Partido de ida
| 22    | POR   | Nicolás Peric    |                     |  |
| 20    | DEF   | Carlos Gómez     |                     |  |
| 31    | DEF   | Cristián Suárez  |                     |  |
| 17    | DEF   | Sebastián Roco   |                     |  |
| 25    | DEF   | Andrés Oroz      | Jugador del partido |  |
| 21    | MED   | Bryan Cortés     |                     |  |
| 14    | MED   | Felipe Rojas     | 71'                 |  |
| 26    | MED   | Pedro Vera       | 78'                 |  |
| 24    | MED   | Sebastián Zúñiga |                     |  |
| 11    | DEL   | Diego Barrios    | 86'                 |  |
| 27    | DEL   | Nicolás Trecco   |                     |  |
| D. T. | D. T. | Nelson Acosta    |                     |  |

| 25    | POR   | Johnny Herrera   |     |
| 4     | DEF   | Osvaldo González |     |
| 2     | DEF   | Marcos González  |     |
| 13    | DEF   | José Rojas       |     |
| 6     | MED   | Matías Rodríguez | 46' |
| 20    | MED   | Charles Aránguiz |     |
| 21    | MED   | Marcelo Díaz     |     |
| 3     | MED   | Eugenio Mena     |     |
| 27    | DEL   | Paulo Magalhaes  |     |
| 19    | DEL   | Gustavo Canales  | 69' |
| 16    | DEL   | Francisco Castro | 82' |
| D. T. | D. T. | Jorge Sampaoli   |     |

| 5  | MED | Cristián Rojas  | 71' |
| 28 | DEL | Álvaro López    | 78' |
| 18 | DEL | Patricio Schwob | 86' |

| 22 | MED | Gustavo Lorenzetti   | 46' |
| 8  | DEL | Gabriel Vargas       | 69' |
| 28 | DEL | Luis Felipe Gallegos | 82' |

| Amonestado | 36' | Sebastián Roco |
| Amonestado | 80' | Cristián Rojas |

| Amonestado | 49' | Francisco Castro |
| Amonestado | 72' | Charles Aránguiz |

| Árbitro             | Eduardo Gamboa    |
| Árbitros asistentes | Patricio Basualto |
| Árbitros asistentes | Juan Maturana     |
| Cuarto árbitro      | Julio Bascuñán    |

| 22    | POR   | Nicolás Peric    |                     |  |
| 20    | DEF   | Carlos Gómez     |                     |  |
| 31    | DEF   | Cristián Suárez  |                     |  |
| 17    | DEF   | Sebastián Roco   |                     |  |
| 25    | DEF   | Andrés Oroz      | Jugador del partido |  |
| 21    | MED   | Bryan Cortés     |                     |  |
| 14    | MED   | Felipe Rojas     | 71'                 |  |
| 26    | MED   | Pedro Vera       | 78'                 |  |
| 24    | MED   | Sebastián Zúñiga |                     |  |
| 11    | DEL   | Diego Barrios    | 86'                 |  |
| 27    | DEL   | Nicolás Trecco   |                     |  |
| D. T. | D. T. | Nelson Acosta    |                     |  |

| 25    | POR   | Johnny Herrera   |     |
| 4     | DEF   | Osvaldo González |     |
| 2     | DEF   | Marcos González  |     |
| 13    | DEF   | José Rojas       |     |
| 6     | MED   | Matías Rodríguez | 46' |
| 20    | MED   | Charles Aránguiz |     |
| 21    | MED   | Marcelo Díaz     |     |
| 3     | MED   | Eugenio Mena     |     |
| 27    | DEL   | Paulo Magalhaes  |     |
| 19    | DEL   | Gustavo Canales  | 69' |
| 16    | DEL   | Francisco Castro | 82' |
| D. T. | D. T. | Jorge Sampaoli   |     |

| 5  | MED | Cristián Rojas  | 71' |
| 28 | DEL | Álvaro López    | 78' |
| 18 | DEL | Patricio Schwob | 86' |

| 22 | MED | Gustavo Lorenzetti   | 46' |
| 8  | DEL | Gabriel Vargas       | 69' |
| 28 | DEL | Luis Felipe Gallegos | 82' |

| Amonestado | 36' | Sebastián Roco |
| Amonestado | 80' | Cristián Rojas |

| Amonestado | 49' | Francisco Castro |
| Amonestado | 72' | Charles Aránguiz |

| Árbitro             | Eduardo Gamboa    |
| Árbitros asistentes | Patricio Basualto |
| Árbitros asistentes | Juan Maturana     |
| Cuarto árbitro      | Julio Bascuñán    |

## Partido de vuelta
| 25    | POR   | Johnny Herrera     |                     |  |
| 4     | DEF   | Osvaldo González   |                     |  |
| 2     | DEF   | Marcos González    | 46'                 |  |
| 13    | DEF   | José Rojas         |                     |  |
| 20    | MED   | Charles Aránguiz   |                     |  |
| 21    | MED   | Marcelo Díaz       |                     |  |
| 3     | MED   | Eugenio Mena       |                     |  |
| 22    | MED   | Gustavo Lorenzetti | 57'                 |  |
| 17    | DEL   | Eduardo Vargas     | Jugador del partido |  |
| 19    | DEL   | Gustavo Canales    | 32'                 |  |
| 16    | DEL   | Francisco Castro   |                     |  |
| D. T. | D. T. | Jorge Sampaoli     |                     |  |

| 22    | POR   | Nicolás Peric   | 43' |
| 20    | DEF   | Carlos Gómez    |     |
| 31    | DEF   | Cristián Suárez |     |
| 17    | DEF   | Sebastián Roco  |     |
| 25    | DEF   | Andrés Oroz     |     |
| 26    | MED   | Pedro Vera      |     |
| 14    | MED   | Felipe Rojas    | 55' |
| 21    | MED   | Bryan Cortés    | 46' |
| 10    | MED   | Hugo Lusardi    |     |
| 11    | DEL   | Diego Barrios   |     |
| 27    | DEL   | Nicolás Trecco  |     |
| D. T. | D. T. | Nelson Acosta   |     |

| 6 | DEF | Matías Rodríguez | 32' |
| 5 | DEF | Albert Acevedo   | 46' |
| 7 | DEL | Diego Rivarola   | 57' |

| 15 | POR | Luciano Palos    | 43' |
| 24 | MED | Sebastián Zúñiga | 46' |
| 6  | DEF | Boris González   | 55' |

| Anotado | 24' | Gustavo Canales  |
| Anotado | 28' | Eduardo Vargas   |
| Anotado | 35' | Matías Rodríguez |

| Amonestado | 88' | Eduardo Vargas |

| Amonestado | 43' | Cristián Suárez |
| Amonestado | 70' | Pedro Vera      |
| Amonestado | 83' | Sebastián Roco  |

| Árbitro             | Enrique Osses     |
| Árbitros asistentes | Francisco Mondría |
| Árbitros asistentes | Carlos Astroza    |
| Cuarto árbitro      | Carlos Ulloa      |

| 25    | POR   | Johnny Herrera     |                     |  |
| 4     | DEF   | Osvaldo González   |                     |  |
| 2     | DEF   | Marcos González    | 46'                 |  |
| 13    | DEF   | José Rojas         |                     |  |
| 20    | MED   | Charles Aránguiz   |                     |  |
| 21    | MED   | Marcelo Díaz       |                     |  |
| 3     | MED   | Eugenio Mena       |                     |  |
| 22    | MED   | Gustavo Lorenzetti | 57'                 |  |
| 17    | DEL   | Eduardo Vargas     | Jugador del partido |  |
| 19    | DEL   | Gustavo Canales    | 32'                 |  |
| 16    | DEL   | Francisco Castro   |                     |  |
| D. T. | D. T. | Jorge Sampaoli     |                     |  |

| 22    | POR   | Nicolás Peric   | 43' |
| 20    | DEF   | Carlos Gómez    |     |
| 31    | DEF   | Cristián Suárez |     |
| 17    | DEF   | Sebastián Roco  |     |
| 25    | DEF   | Andrés Oroz     |     |
| 26    | MED   | Pedro Vera      |     |
| 14    | MED   | Felipe Rojas    | 55' |
| 21    | MED   | Bryan Cortés    | 46' |
| 10    | MED   | Hugo Lusardi    |     |
| 11    | DEL   | Diego Barrios   |     |
| 27    | DEL   | Nicolás Trecco  |     |
| D. T. | D. T. | Nelson Acosta   |     |

| 6 | DEF | Matías Rodríguez | 32' |
| 5 | DEF | Albert Acevedo   | 46' |
| 7 | DEL | Diego Rivarola   | 57' |

| 15 | POR | Luciano Palos    | 43' |
| 24 | MED | Sebastián Zúñiga | 46' |
| 6  | DEF | Boris González   | 55' |

| Anotado | 24' | Gustavo Canales  |
| Anotado | 28' | Eduardo Vargas   |
| Anotado | 35' | Matías Rodríguez |

| Amonestado | 88' | Eduardo Vargas |

| Amonestado | 43' | Cristián Suárez |
| Amonestado | 70' | Pedro Vera      |
| Amonestado | 83' | Sebastián Roco  |

| Árbitro             | Enrique Osses     |
| Árbitros asistentes | Francisco Mondría |
| Árbitros asistentes | Carlos Astroza    |
| Cuarto árbitro      | Carlos Ulloa      |

## Campeón
| Chile                           |
| Universidad de Chile 15º Título |

| Predecesor: Apertura 2011 | Final de la Primera División de Chile Torneo Clausura 2011 | Sucesor: Apertura 2012 |